# Bruce Smith
 (décembre 2019).
Si vous disposez d'ouvrages ou d'articles de référence ou si vous connaissez des sites web de qualité traitant du thème abordé ici, merci de compléter l'article en donnant les références utiles à sa vérifiabilité et en les liant à la section « Notes et références ».
Pour les articles homonymes, voir Bruce Smith (homonymie) et Smith.
College Football Hall of Fame 2006
Pro Football Hall of Fame 2009
(en) Statistiques sur pro-football-reference
Bruce Smith est un américain, ancien joueur professionnel de football américain, né le 18 juin 1963 à Norfolk (Virginie).
Il jouait au poste de defensive end.

## Biographie
Il effectue sa carrière universitaire avec les Hokies de Virginia Tech représentants l'université de Virginie-Occidentale en NCAA Division I FBS.
Smith est sélectionné en 1er choix lors du premier tour de la draft 1985 de la NFL par la franchise des Bills de Buffalo.
Lors de ses 19 saisons en NFL, il a joué 278 matchs et réussi 200 sacks, ce qui constitue un record NFL. Il réussit 19 sacks au cours de la saison 1990.

## Palmarès
- Finaliste des Super Bowls XXV, XXVI, XXVII et XXVIII (saisons 1990 à 1993) ;
- Participations aux Pro Bowl 1988, 1989, 1990, 1991, 1993, 1994, 1995, 1996, 1997, 1998, 1999 ;
- Désigné MVP du Pro Bowl 1987.